# Ивашкявичюс, Марюс
Ма́рюс Ивашкя́вичюс (лит. Marius Ivaškevičius; род. 26 марта 1973, Молетай) — литовский прозаик, драматург, киносценарист, режиссёр. Лауреат Национальной премии Литвы по культуре и искусству (2018).

## Биография
Родился в Молетай, небольшом городке в пятидесяти километрах к северу от Вильнюса. Окончил филологический факультет Вильнюсского университета, где изучал литовскую филологию. 
Работал репортёром субботнего приложения для мужчин „Julius“ в газете „Respublika“ («Республика»; 1996—1999), затем его редактором (1999—2000). В 2000—2001 годах работал журналистом, редактором редакции культурных программ Литовского телевидения. 
В 1996 году издал дебютный сборник новелл „Kam vaikų“. В 1998 году дебютировал как драматург. С того же года является членом Союза писателей Литвы.
27 декабря 2016 года Литовское радио („LRT Radijas“) объявило Марюса Ивашкявичюса «Человеком года» за гражданскую инициативу — по призыву прозаика, драматурга и режиссёра 29 августа около полутысячи человек различной национальности из Молетай, других городов Литвы и других стран прошли Маршем памяти к месту убийства около двух тысяч здешних евреев в 1941 года, во время Холокоста.

## Награды и звания
- Премия Министерства культуры Литвы за лучшую постановку литовской пьесы — за пьесу „Malыš“) и спектакль, поставленный по пьесе в Театре Оскараса Коршуноваса самим автором (2002).
- Премия Института литовской литературы и фольклора — за пьесу «Мадагаскарас» (2005).
- Медаль ордена «За заслуги перед Литвой» (2014) [3]
- Премия «Золотая маска» — номинация «Лучшая работа драматурга» за спектакль «Русский роман» (2017).
- Национальная премия Литвы по культуре и искусству (2018).

## Творчество
Спустя два года после выхода дебютного сборника новелл „Kam vaikų“ (1996) издал роман „Istorija nuo debesies“. В 2002 году вышел роман „Žali“. Издал несколько книг своих пьес.
Пьеса «Сосед» („Kaimynas“) победила в конкурсе новой драмы и в 2000 году была поставлена на сцене вильнюсского Государственного молодёжного театра Литвы. Пьеса Марюса Ивашкявичюса „Malыš“ была поставлена автором в Театре Оскараса Коршуноваса. 
Был режиссёром документальных фильмов „Einu“ (1999) о писателе Винцасе Миколайтисе-Путинасе и „Punsko novelės“ (2000) о литовцах Польши.
Был сценаристом и режиссёром короткометражных фильмов „Mano tėvas““ (2007), „Tėve mūsų“ (2010).
Произведения Марюса Ивашкявичюса переведены на английский, белорусский, итальянский, немецкий, польский, русский, словенский, французский и другие языки. Роман „Istorija nuo debesies“ в Польше вышел под названием „Historia z chmury“ (2001), роман „Žali“ издан в Германии под названием „Die Grünen“ (2012).

### Постановки в России
Театр им. Владимира Маяковского:
- 2013 — «Кант»
- 2016 — «Русский роман»
- 2017 — «Изгнание»

## Издания
- Kam vaikų: novelės. Vilnius: Lietuvos rašytojų sąjungos leidykla, 1996. 104 p. ISBN 9986-39-005-2
- Istorija nuo debesies: vieno liūdesio dviejų dalių kelias: romanas. Vilnius: Lietuvos rašytojų sąjungos leidykla, 1998. 262 p. ISBN 9986-39-064-8
- Vikingų žygis į Apuolę (teksto autorius). Kaunas: Tvermė, 1998. 32 p.: iliustr. ISBN 9986-476-19-4
- Artimas: pjesių trilogija. Vilnius: Tyto alba, 2002. 219 p. ISBN 9986-16-252-1
- Žali: romanas. Vilnius: Tyto alba, 2002. 327 p. ISBN 9986-16-259-9
- Purpuriniai dūmai (Felikso Rozinerio apsakymo motyvais): kino scenarijus. Vilnius: Kronta, 2003. 55 p. ISBN 9986-879-91-4
- Madagaskaras: trijų veiksmų pjesė. Vilnius: Apostrofa: Teatro ir kino informacijos ir edukacijos centras, 2004. 114 p.: iliustr. ISBN 9955-605-07-3
- Artimas miestas: dviejų veiksmų drama. Vilnius: Apostrofa: Teatro ir kino informacijos ir edukacijos centras, 2005. 59 p.: iliustr. ISBN 9955-605-17-0
- Mistras: keturių veiksmų drama. Vilnius: Tyto alba, 2010. 142 p.: iliustr. ISBN 978-9986-16-794-5
- Išvarymas: vieno obuolio kronika: pjesė. Vilnius: Apostrofa, 2012. 161 p. ISBN 978-9955-605-72-0

### Составитель
- Ribos: studentų kūrybos almanachas. Vilnius: VU leidykla, 1994.